# Tour de França de 1909

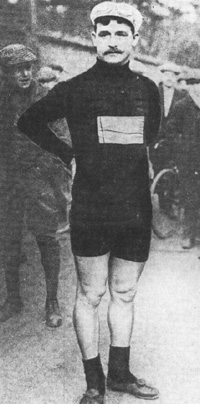
François Faber, vencedor del Tour de França de 1909.

El Tour de França de 1909 va ser la setena edició del Tour de França. La cursa es disputà entre el 5 de juliol i l'1 d'agost, amb un recorregut de 4.498 km dividit en 14 etapes. La classificació final, com en anys precedents, es va calcular per punts, sent el vencedor el que menys punts aconseguia. Les etapes eren molt similars a les de 1907 i 1908.
Com que el vencedor de les dues darreres edicions, el francès Lucien Petit-Breton, no va prendre la sortida, el subcampió de 1908, François Faber, era considerat el principal favorit. Faber no va defraudar, guanyant sis de les catorze etapes i la general amb facilitat.

## Canvis respecte del Tour de França de 1908
El Tour de França de 1909 es tornà a decidir per un sistema de punts: el vencedor de cada etapa rebia un punt, el segon dos i així successivament. El ciclista que aconseguia menys punts era el vencedor de la general. Després de la vuitena etapa els punts donats en aquelles etapes foren redistribuïts entre els ciclistes restants, d'acord amb les seves posicions en aquelles etapes. Això mateix es va fer després de la tretzena etapa.
El 1908 els ciclistes havien de fer servir quadres subministrats per l'organització, però el 1909 aquesta regla va ser abandonada. Les bicicletes estaven marcades amb un segell, per garantir que els ciclistes només n'empracen una.
Per primera vegada els ciclistes podien participar en la cursa integrats en equips, tot i que tècnicament eren considerats ciclistes individuals.
En les edicions anteriors l'organització del Tour havia estat criticada per permetre orinar als ciclistes davant dels espectadors, de manera que va decidir instal·lar banys obligatoris als punts de control.

## Participants
El vencedor de les dues edicions prèvies, Lucien Petit-Breton, va decidir no prendre-hi part el 1909. Petit-Breton esperava que el seu excompany d'equip François Faber, segon el 1908, guanyés la cursa. Faber havia estat traspassat de l'equip Peugeot, que havia dominat l'edició de 1908, a l'equip Alcyon.
S'establí un nou rècord de participants en la cursa, en ser 150 els ciclistes que iniciaren la cursa. Les edicions del Tour disputades fins aleshores havien estat un èxit, i curses semblants es començaren a disputar en altres països (sobretot la Volta a Bèlgica, que es va iniciar el 1908 i el Giro d'Itàlia, que va començar el 1909). El Tour de França era la principal cursa, a la qual hi participaven els millors ciclistes, iniciant-se el desembarcament massiu de ciclistes estrangers. En total, 19 italians, 5 belgues, 4 suïssos, 1 alemany i 1 luxemburguès començaren la cursa.
Com que els ciclistes podien estar patrocinats, hi havia dues categories de ciclistes: els ciclistes amb patrocinador i els ciclistes sense. Hi va haver set equips a la cursa: Nil-Supra, Alcyon, Biguet-Dunlop, Le Globe, Atala, Legnano i Felsina, amb tres o sis ciclistes. La majoria dels ciclistes però, 112 en total, no tenien patrocinador i no estaven adscrits a cap equip, estant inclosos en la categoria Isolé o independents.

## Desenvolupament de la cursa
El Tour de França de 1909 va ser considerat el més difícil disputat fins aleshores per culpa de les baixes temperatures, la pluja i la neu.
La primera etapa fou guanyada pel belga Cyrille van Hauwaert, que es convertí en el primer belga a guanyar una etapa i el primer no francès en ser líder del Tour. François Faber, el principal favorit, acabà en segona posició.
Durant la primera etapa el temps fou estable, però durant la nit esclatà una forta tempesta que s'allargà durant dies. Faber va ser el ciclista que millor es va adaptar a les dures condicions, tot guanyant la segona, tercera, quarta, cinquena i sisena etapa, un rècord encara no superat. En la segona etapa, Faber es va escapar a mitja etapa, rodant en solitari els darrers 200 km d'etapa. En la tercera etapa, amb l'ascensió al coll del Ballon d'Alsace i una temperatura de tan sols 4 °C, Faber trencà la cadena en el darrer quilòmetre, però això no li impedí guanyar amb gran avantatge sobre l'immediat perseguidor. En la cinquena etapa el fort vent va fer fora de la carretera a Faber, però aconseguí remuntà. Més tard un cavall el va tirar a terra, alhora que donava una coça a la bicicleta. Faber va tornar a pujar a la bicicleta i remuntà, tot guanyant l'etapa amb un marge de cinc minuts. En la sisena etapa 20.000 aficionats van anar a veure a Faber guanyar la seva cinquena victòria d'etapa seguida. La setena etapa fou guanyada per Ernest Paul, germanastre de Faber. Per culpa del mal temps prop de 50 corredors, una tercera part del gran grup, havien abandonat la cursa en aquest punt.
Els organitzadors del Tour van demanar a Faber que baixés el ritme per tal de mantenir el Tour emocionant. El seu cap d'equip hi va estar d'acord i Faber va permetre a altres ciclistes guanyar etapes, mentre el seu lideratge mai va estar en perill.
En la cinquena etapa Faber acabà en 10a posició, a 46 minuts del vencedor, la seva pitjor classificació a la cursa. Ell liderava la cursa amb 26 punts, mentre el segon classificat Garrigou tenia 40 punts.
Davant la impossibilitat de vèncer a Faber en aquest Tour, la pregunta era qui acabaria en segon lloc. Gustave Garrigou estava en segona posició, però Jean Alavoine s'acostava a ell. Garrigou tenia més experiència i va mantenir la segona posició. En la catorzena etapa Jean Alavoine liderava la cursa quan va trencar la bicicleta a manca de 10 km. No era permès canviar la bicicleta, per la qual cosa Alavoine va córrer els últims 10 quilòmetres amb la bicicleta a les espatlles, i tot i així va guanyar l'etapa amb un marg de 6 minuts i mig.

## Resultats
Els ciclistes de l'equip Alcyon van dominar el Tour de França de 1909, guanyant 13 de les 14 etapes. Sols Ernest Paul, de la categoria Isolé guanyà una etapa, la setena.

### Etapes
| Etapa | Data         | Recorregut       | Km  | Vencedor d'etapa           | Líder de la general        |
| ----- | ------------ | ---------------- | --- | -------------------------- | -------------------------- |
| 1     | 5 de juliol  | París - Roubaix  | 272 | Cyrille van Hauwaert (BEL) | Cyrille van Hauwaert (BEL) |
| 2     | 7 de juliol  | Roubaix - Metz   | 398 | François Faber (LUX)       | François Faber (LUX)       |
| 3     | 9 de juliol  | Metz - Belfort   | 259 | François Faber (LUX)       | François Faber (LUX)       |
| 4     | 11 de juliol | Belfort - Lió    | 309 | François Faber (LUX)       | François Faber (LUX)       |
| 5     | 13 de juliol | Lió - Grenoble   | 311 | François Faber (LUX)       | François Faber (LUX)       |
| 6     | 15 de juliol | Grenoble - Niça  | 345 | François Faber (LUX)       | François Faber (LUX)       |
| 7     | 17 de juliol | Niça - Nimes     | 345 | Ernest Paul (FRA)          | François Faber (LUX)       |
| 8     | 19 de juliol | Nimes - Tolosa   | 303 | Jean Alavoine (FRA)        | François Faber (LUX)       |
| 9     | 21 de juliol | Tolosa - Baiona  | 299 | Constant Menager (FRA)     | François Faber (LUX)       |
| 10    | 23 de juliol | Baiona - Bordeus | 269 | François Faber (LUX)       | François Faber (LUX)       |
| 11    | 25 d'agost   | Bordeus - Nantes | 391 | Louis Trousselier (FRA)    | François Faber (LUX)       |
| 12    | 27 de juliol | Nantes - Brest   | 321 | Gustave Garrigou (FRA)     | François Faber (LUX)       |
| 13    | 29 de juliol | Nantes - Caen    | 415 | Paul Duboc (FRA)           | François Faber (LUX)       |
| 14    | 1 d'agost    | Caen - París     | 251 | Jean Alavoine (FRA)        | François Faber (LUX)       |

### Classificació general

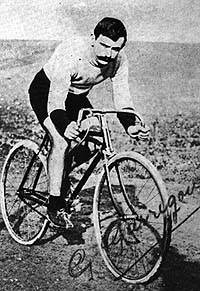
Gustave Garrigou, segon a la general del Tour de França de 1909.

La classificació general fou calculada per punts: en cada etapa el vencedor rebia un punt, el següent dos, i així successivament. Després de la vuitena etapa, quan sols quedaven 71 ciclistes en cursa, els punts donats en les vuit primeres etapes foren redistribuïts entre els ciclistes que quedaven en cursa, segons les seves posicions en aquelles etapes. Dels 150 ciclistes que van prendre la sortida, 55 la finalitzaren.
François Faber és un dels ciclistes més joves en guanyar el Tour de França de la història, amb tan sols 22 anys i 7 mesos. Sols Henri Cornet el 1904 i Romain Maes el 1935 eren més joves (19 anys i 11 mesos i 21 anys i 11 mesos respectivament).
| Classificació General                 | Classificació General      | Classificació General | Classificació General | Classificació General |
| Pos.                                  | Ciclista                   | Patrocinador          | Punts                 |                       |
| ------------------------------------- | -------------------------- | --------------------- | --------------------- | --------------------- |
| 1                                     | Francois Faber (LUX)       | Alcyon                | 37                    |                       |
| 2                                     | Gustave Garrigou (FRA)     | Alcyon                | 57                    |                       |
| 3                                     | Jean Alavoine (FRA)        | Alcyon                | 66                    |                       |
| 4                                     | Paul Duboc (FRA)           | Alcyon                | 70                    |                       |
| 5                                     | Cyrille van Hauwaert (BEL) | Alcyon                | 92                    |                       |
| 6                                     | Ernest Paul (FRA)          | -                     | 95                    |                       |
| 7                                     | Constant Menager (FRA)     | Le Globe              | 102                   |                       |
| 8                                     | Louis Trousselier (FRA)    | Alcyon                | 114                   |                       |
| 9                                     | Eugène Christophe (FRA)    | -                     | 139                   |                       |
| 10                                    | Aldo Bettini (ITA)         | -                     | 142                   |                       |
| 150 participats, 55 acabaren la cursa |                            |                       |                       |                       |

### Altres classificacions
El sisè classificat, Ernest Paul guanyà la categoria dels "isolé".
El diari organitzador de la cursa, L'Auto anomenà a François Faber el meilleur grimpeur, el millor escalador. Aquest títol no oficial és el predecessor de la classificació de la muntanya.